# Komplex (Medizin)
Als Komplex oder Krankheitskomplex bezeichnet man in der Medizin eine Gruppe von Krankheiten oder Missbildungen, welche statistisch öfter zusammen auftreten, als es durch puren Zufall geschehen würde. Dabei können von Fall zu Fall verschiedene Kombinationen der einzelnen Krankheiten vorkommen.
Beispiele hierfür sind etwa in der Humanmedizin der VATER-, auch VACTERL-Komplex, in der Veterinärmedizin etwa der feline Gingivitis-Stomatitis-Pharyngitis-Komplex.
Im Gegensatz zum Komplex treten bei einem Krankheitssyndrom verschiedene einzelne Krankheitssymptome in einem festen Muster gemeinsam auf.